# Португальская националистическая партия
Португальская националистическая партия (порт. Partido Nacionalista Português) — португальская ультраправая салазаристская партия 1974 года. Создана противниками Революции гвоздик, членами распущенного Португальского легиона. Выступала под лозунгами крайне консервативного национализма, антимарксизма и антикоммунизма, против независимости португальских колоний. Занимала непримиримо контрреволюционные позиции. Запрещена в ходе сентябрьского кризиса.

## Создание
25 апреля 1974 года португальская Революция гвоздик свергла салазаристский режим Нового государства. При этом в революции сразу обозначился леворадикальный крен с сильным влиянием Португальской компартии. Правые и ультраправые противники революции после первого шока начали консолидироваться в новых организациях.
24 июля 1974 в Порту была учреждена Португальская националистическая партия (PNP, ПНП), избран Центральный совет. Генеральным секретарём ПНП стал Артур Алберту да Силва, его заместителями — Луиш Маркеш Коэльош и Илидиу Маркеш Акасиу. Все трое, как и большинство членов ПНП, ранее состояли в Португальском легионе. Салазаровский Легион обличался как «фашистский» и вызывал массовое отторжение. По этой причине ПНП старалась не рекламировать своих лидеров и активистов.

## Идеология
Главным пунктом программы ПНП являлось категорическое отвержение деколонизации, требование сохранить «многоконтинентальность Португалии» и «заморские территории». Скрепление «лузитанского мира» предлагалось осуществлять ненасильственными средствами — через социально-экономические связи, духовное взаимодействие, свободное движение людей, товаров и капиталов. ПНП призывала к борьбе против всех форм расизма, колониализма и неоколониализма. Отношения Португалии с «заморскими территориями» понимались в духе лузотропикализма — как добровольное ассоциирование. Антиколониальные движения — ангольские МПЛА, ФНЛА, УНИТА, мозамбикский ФРЕЛИМО, гвинейская ПАИГК, восточнотиморский ФРЕТИЛИН — критиковались за антидемократизм: ПНП ссылалась на отсутствие всенародных референдумов.
Во внутренней политике ПНП с ультраправых позиций жёстко противостояла ПКП, Соцпартии, леворадикальному крылу ДВС, всем марксистским организациям. В партийной декларации Se… (Если…) содержался призыв бороться против хаоса, анархии и беспорядков, разрушения моральных и материальных ценностей, за «ответственную свободу», обусловленную «высшими национальными интересами». ПНП позиционировалась как защитница исторических и моральных традиций Португалии, против «национальных предателей», разрушающих единство страны.
ПНП выступала за органическое общество, традиционные ценности порядка, семьи, собственности, отвергала классовую борьбу как марксистский метод захвата власти. Частная инициатива, свободное предпринимательство ограничивались общенациональными интересами. Партия призывала повсеместно дать отпор марксизму, коммунизму и анархизму — «в школах и в университетах, на заводах и на улицах».

## Политика
Политико-идеологические установки ПНП были сходны с жёстко антикоммунистическими организациями — Португальским федералистским движением, Либеральной партией, отчасти Христианско-демократической партией и даже более левыми — Португальской рабочей демократической партией, Независимой социал-демократической партией. Однако ПНП имела принципиальное отличие: партия решительно отвергала революционный режим, откровенно декларировала салазаризм, выходила за рамки новой республиканской законности. Это приводило партию в маргинальное, «эфемерное» состояние.
Такие позиции определялись не только ультраправой идеологией, но и «легионерским» происхождением ПНП. (Другие крайне правые партии создавались интеллектуалами лузитанского интегрализма, католическими активистами, правыми социал-демократами.) Ближайшими союзниками ПНП становилось Движение португальского действия (MAP, лидер Флорентину Гуларт Ногейра) и Португальское народное движение (MPP, лидер Антониу да Круш Родригеш). ПНП, MAP, MPP сходились на фундаменталистской платформе; ПНП и MAP характеризовались как «силовые», «брутальные» правые. Организационные различия состояли в более широком развёртывании MAP, тогда как ПНП действовала больше на местном уровне.
Несмотря на малочисленность и маловлиятельность, ПНП стала первой партией, запрещённой правительством Вашку Гонсалвиша. Это решение было принято 14 сентября 1974. В тот же день штаб-квартира ПНП была захвачена и разгромлена социалистами, несколько активистов арестованы. Преследования усилились после 28 сентября, когда в итоге сентябрьского кризиса были запрещены почти все крайне правые организации. Таким образом, ПНП просуществовала менее двух месяцев. Системные правые, прежде всего СДЦ, вынуждены были отмежёвываться от «партии Легиона».